# Укриване на данъци
Укриване на данъци е незаконно умишлено избягване на плащането на данъци от страна на физически и юридически лица.
Начинът на укриване зависи от вида на данъка. Например при подоходния данък за физически лица и корпоративния данък за юридическите лица това може да стане, като в съответната данъчна декларация не се посочат определени доходи, подлежащи на облагане, или се посочат фактически неизвършени разходи, които да намалят данъчната основа. За отклоняване от плащането на данъци се използват и фиктивни сделки с фирми-еднодневки или офшорни компании.
Трябва да се прави разлика между укриването на данъци и избягването на плащането им по законен начин (на английски: tax evasion) или чрез данъчно планиране, т.е. с умело прилагане на данъчните облекчения и други законни средства за намаляване на дължимия данък, в това число с прибягването към чужди юрисдикции.